# Terra de Areia
Terra de Areia egy község (município) Brazíliában, Rio Grande do Sul államban, az Atlanti-parti Esőerdő Rezervátumban. 2021-ben becsült népessége 11 323 fő volt.

## Története
Területén guarani indiánok laktak (araxá, carijó), akik halászattal és földműveléssel foglalkoztak, azonban számuk a fehér ember megjelenésével lehanyatlott; egykori jelenlétüket ma csak az archeológiai emlékek (például kagylóhalmok – sambaqui) idézik.
A 18. században királyi földadományokat (sesmaria) utaltak ki az európai gyarmatosítóknak, azonban a mai Terra de Areia község területe csak a német bevándorlók 1826-os letelepedésével kezdett benépesülni. Gazdasága a 19. század végén virágzott fel, amikor hajózni kezdtek az Itapeva és a Quadros tavakon, és megépítették a Sangradouro de Cornélios kikötőt, ahonnan ananászt és banánt szállítottak az állam többi településére.
Terra de Areia városa, a mai községközpont az 1940-es években kezdett kialakulni a BR101 és a RS486 (Rota do Sol) országutak kereszteződésénél. A név jelentése homokos föld; ezzel különböztették meg a település környékét a távolabbi vidékek agyagos talajától. Az országutak megnyitásával a tavi hajózás és kereskedelem idejétmúlt lett és megszűnt.
1953-ban Terra de Areiát Osório kerületévé nyilvánították. A következő évtizedekben nagymértékű fejlődés jellemezte, majd 1988-ban népszavazás útján függetlenedett és önálló községgé alakult. Területének nagyobb részét Osóriotól, a fennmaradó részt Capão da Canoa községtől szerezte.

## Leírása
Székhelye Terra de Areia, második kerülete Sanga Funda. Gazdasága a mezőgazdaságra összpontosul, az állam „ananász-fővárosának” is nevezik. Az ananász mellett jelentős termény a banán, cukornád, manióka, zöldségek, virágok.
Területén található a 113 hektáros Paludosa-erdő bioszféra-rezervátum (Reserva Biológica Estadual Mata Paludosa), mely a hegyvidék és az alföld közötti terület mocsárerdejeinek vizes élőhelyét védi. A rezervátumban számos epifiton (különösen broméliafélék és kosborfélék), valamint jelentős pálmapopulációk (különösen a veszélyeztetett juçara, gamiova, guaricana) találhatók. Ezen felül alapvető szerepet játszik az állatfajok, különösen a kétéltűek és a madarak védelmében.